# Viduša (župa)
Viduša je bila politička župa u ranosrednjovjekovnoj oblasti Bosni. Nalazila se sjeverno od političke župe Vrhbosne, niže od Visokog.